# Port lotniczy Chengdu-Tianfu
Port lotniczy Chengdu-Tianfu (IATA: TFU, ICAO: ZUTF) – międzynarodowy port lotniczy położony 51 km na południowy wschód od centrum Chengdu, w prowincji Syczuan, w Chinach. W 2023 obsłużył 44,8 mld pasażerów co uplasowało go na 39 miejscu w rankingu najruchliwszych lotnisk świata. W okolicy miasta znajduje się drugi port lotniczy Chengdu-Shuangliu.

## Historia

Plan lotniska w 2024

Plan na otworzenie drugiego lotniska w Chengdu powstał w 2007. Wynikało to z przeciążenia Chengdu-Shuangliu, czwartego co do wielkości lotniska w kraju. W 2019 obsłużyło ponad 60 mln pasażerów, co było jego limitem operacyjnym. Budowa nowego portu rozpoczęła się w maju 2016, zaś oddanie do użytku nastąpiło w czerwcu 2021. Docelowo lotnisko ma obsługiwać do 100 mln pasażerów rocznie, składać się z 4 terminali pasażerskich i 5 dróg startowych. Na koniec grudnia 2024 port dysponował 2 terminalami i 3 pasami startowymi.
W ciągu dwóch pierwszych lat funkcjonowania port obsłużył 668 tysięcy operacji lotniczych dla ponad 88 milionów pasażerów.

## Linie lotnicze i połączenia
Według stanu na grudzień 2024 port lotniczy obsługiwany jest przez 53 linie lotnicze, które oferują bezpośrednie połączenia do 187 portów lotniczych w 33 krajach.
| Linia Lotnicza             | Kierunek |
| -------------------------- | --- |
| 9 Air                      | 1. Guangzhou 2. Hefei 3. Sanya 4. Zhengzhou |
| Aerofłot                   | 1. Moskwa-Szeremietiewo |
| AirAsia X                  | 1. Kuala Lumpur |
| Air China                  | 1. Aksu 2. Bangkok-Suvarnabhumi 3. Beihai 4. Pekin 5. Pekin-Daxing 6. Changchun 7. Changsha 8. Changzhou 9. Kolombo 10. Dali 11. Dalian 12. Daocheng 13. Dongying 14. Frankfurt 15. Fuzhou 16. Guangzhou 17. Guilin 18. Guiyang 19. Haikou 20. Hami 21. Hangzhou 22. Harbin 23. Hefei 24. Hengyang 25. Hongkong 26. Hohhot 27. Hongyuan 28. Hotan 29. Huizhou 30. Dżakarta 31. Jieyang 32. Jinan 33. Jiuzhaigou 34. Karamay 35. Kaszgar 36. Katmandu 37. Korla 38. Kuala Lumpur 39. Kunming 40. Kuqa 41. Lanzhou 42. Lhasa 43. Lianyungang 44. Lijiang 45. Linyi 46. Londyn-Heathrow 47. Mang 48. Manila 49. Mediolan-Malpensa 50. Nanchang 51. Nankin 52. Nantong 53. Nyingchi 54. Ordos 55. Phuket 56. Quzhou 57. Seul-Inczon 58. Szanghaj-Pudong 59. Shenyang 60. Shenzhen 61. Shihezi 62. Shijiazhuang 63. Singapur 64. Tajpej-Taoyuan 65. Taiyuan 66. Tiencin 67. Urumczi 68. Wenzhou 69. Wuhan 70. Xiamen 71. Xichang 72. Xining 73. Xishuangbanna 74. Yantai 75. Yinchuan 76. Yining 77. Yiwu 78. Yuncheng 79. Zhanjiang 80. Zhengzhou 81. Zhuhai |
| Air Guilin                 | 1. Guilin 2. Xishuangbanna |
| Air Macau                  | 1. Makau |
| Air Travel                 | 1. Changsha 2. Kunming |
| Asiana Airlines            | 1. Seul-Inczon |
| Bangkok Airways            | 1. Ko Samui |
| Batik Air Malaysia         | 1. Kota Kinabalu 2. Kuala Lumpur |
| Beijing Capital Airlines   | 1. Korla 2. Lijiang 3. Sanya |
| Cambodia Airways           | 1. Phnom Penh |
| Cathay Pacific             | 1. Hongkong |
| Chengdu Airlines           | 1. Aksu 2. Anqing 3. Aral 4. Baotou 5. Bayannur 6. Changchun 7. Changsha 8. Chenzhou 9. Chizhou 10. Dalian 11. Dazhou 12. Dunhuang 13. Fuzhou 14. Guyuan 15. Haikou 16. Harbin 17. Hefei 18. Hohhot 19. Huai’an 20. Jieyang 21. Jinan 22. Jinchang 23. Jinggangshan 24. Jining 25. Jixi 26. Kunming 27. Lanzhou 28. Lhasa 29. Ningbo 30. Qingdao 31. Qinhuangdao 32. Qitai 33. Shache 34. Shaoguan 35. Shenyang 36. Shijiazhuang 37. Tacheng 38. Turfan 39. Weihai 40. Wenzhou 41. Wuzhou 42. Xiamen 43. Xingyi 44. Xining 45. Yancheng 46. Zhangye 47. Zhoushan 48. Zhuhai 49. Zunyi-Maotai 50. Zunyi-Xinzhou |
| China Airlines             | 1. Tajpej-Taoyuan |
| China Eastern Airlines     | 1. Bangkok-Suvarnabhumi 2. Pekin-Daxing 3. Changchun 4. Changsha 5. Changzhou 6. Dali 7. Diqing 8. Ezhou 9. Guangzhou 10. Haikou 11. Hangzhou 12. Harbin 13. Hefei 14. Huizhou 15. Jinan 16. Kunming 17. Lanzhou 18. Lhasa 19. Lincang 20. Liuzhou 21. Mang 22. Nanchang 23. Nankin 24. Ningbo 25. Phuket 26. Qingdao 27. Quanzhou 28. Szanghaj-Hongqiao 29. Szanghaj-Pudong 30. Shenyang 31. Shenzhen 32. Shiyan 33. Taiyuan 34. Taizhou 35. Tengchong 36. Wuhan 37. Wuxi 38. Xiamen 39. Xining 40. Xinyang 41. Xishuangbanna 42. Yantai 43. Yichang 44. Yinchuan 45. Yiwu 46. Yushu 47. Zhanjiang |
| China Express Airlines     | 1. Changzhi 2. Chengde 3. Chifeng 4. Dalian 5. Ezhou 6. Hohhot 7. Jinan 8. Jining 9. Jiujiang 10. Linyi 11. Ningbo 12. Qingyang 13. Shangrao 14. Shijiazhuang 15. Taiyuan 16. Tiencin 17. Weifang 18. Wuhai 19. Xiamen 20. Xinzhou 21. Xishuangbanna 22. Yan’an 23. Zhongwei |
| China Southern Airlines    | 1. Pekin-Daxing 2. Baishan 3. Changchun 4. Changsha 5. Dalian 6. Daqing 7. Guangzhou 8. Haikou 9. Harbin 10. Hotan 11. Jieyang 12. Kaszgar 13. Korla 14. Mudanjiang 15. Nanning 16. Sanya 17. Szanghaj-Pudong 18. Shenyang 19. Shenzhen 20. Urumczi 21. Wuhan 22. Xi’an 23. Yanji 24. Yining 25. Yiwu 26. Zhengzhou 27. Zhuhai |
| China United Airlines      | 1. Pekin-Daxing 2. Foshan 3. Qingdao 4. Shijiazhuang 5. Wenzhou 6. Yulin |
| Chongqing Airlines         | 1. Dali |
| Colorful Guizhou Airlines  | 1. Quanzhou 2. Shenzhen 3. Taizhou 4. Yiwu |
| Donghai Airlines           | 1. Nantong 2. Shenzhen |
| Ethiopian Airlines         | 1. Addis Abeba |
| EVA Air                    | 1. Tajpej-Taoyuan |
| Fuzhou Airlines            | 1. Fuzhou |
| GX Airlines                | 1. Hohhot 2. Nanning |
| Hainan Airlines            | 1. Baise 2. Guangzhou 3. Szanghaj-Pudong 4. Urumczi 5. Wiedeń 6. Yulin |
| Hebei Airlines             | 1. Pekin-Daxing 2. Shijiazhuang |
| Hong Kong Airlines         | 1. Hongkong |
| Jiangxi Air                | 1. Nanchang 2. Zhengzhou |
| Juneyao Airlines           | 1. Changsha 2. Huizhou 3. Nankin 4. Szanghaj-Hongqiao |
| Kunming Airlines           | 1. Harbin 2. Kunming 3. Lijiang 4. Mang 5. Xishuangbanna 6. Yangzhou |
| Lao Airlines               | 1. Wientian |
| Loong Air                  | 1. Aral 2. Biszkek 3. Dalian 4. Hangzhou 5. Heze 6. Jingzhou 7. Shenyang 8. Shenzhen 9. Taiyuan 10. Taszkent 11. Tumxuk 12. Xiangyang 13. Xining 14. Xuzhou 15. Yinchuan |
| Lucky Air                  | 1. Bangkok-Suvarnabhumi 2. Dali 3. Ganzhou 4. Haikou 5. Harbin 6. Hohhot 7. Jinan 8. Kunming 9. Lhasa 10. Lijiang 11. Nanchang 12. Nankin 13. Sanya 14. Tiencin 15. Urumczi 16. Xiamen 17. Xishuangbanna 18. Zhengzhou |
| Nok Air                    | 1. Phuket |
| Okay Airways               | 1. Kalibo 2. Phuket |
| Qatar Airways              | 1. Doha |
| Qingdao Airlines           | 1. Changchun 2. Hefei 3. Korla 4. Nanning 5. Qianjiang 6. Qingdao 7. Quanzhou 8. Wenzhou |
| Royal Air Philippines      | Czartery: 1. Kalibo |
| Ruili Airlines             | 1. Datong 2. Harbin 3. Kunming 4. Shenyang 5. Tangshan 6. Wuxi 7. Xinzhou |
| Shandong Airlines          | 1. Jinan 2. Jingdezhen 3. Xiamen 4. Yantai |
| Shanghai Airlines          | 1. Szanghaj-Pudong 2. Urumczi |
| Shenzhen Airlines          | 1. Pekin 2. Dalian 3. Guangzhou 4. Haikou 5. Harbin 6. Hefei 7. Hongkong 8. Lanzhou 9. Lijiang 10. Nanchang 11. Nankin 12. Nanning 13. Nantong 14. Quanzhou 15. Shenyang 16. Shenzhen 17. Taiyuan 18. Wuhan 19. Wuxi 20. Xishuangbanna 21. Yantai |
| Sichuan Airlines           | 1. Altay 2. Auckland 3. Bangkok-Suvarnabhumi 4. Beihai 5. Pekin 6. Kair 7. Changchun 8. Changsha 9. Changzhou 10. Chiang Mai 11. Dali 12. Dalian 13. Dandong 14. Dazhou 15. Diqing 16. Dubaj 17. Dunhuang 18. Fuzhou 19. Ganzhou 20. Garze 21. Guangzhou 22. Guilin 23. Hangzhou 24. Hanoi 25. Harbin 26. Hefei 27. Ho Chi Minh 28. Hohhot 29. Hongkong 30. Huizhou 31. Stambuł 32. Jiayuguan 33. Jieyang 34. Jinan 35. Jiuzhaigou 36. Karamay 37. Katmandu 38. Korla 39. Krabi 40. Kuala Lumpur 41. Kunming 42. Lanzhou 43. Lhasa 44. Lijiang 45. Linfen 46. Liuzhou 47. Los Angeles 48. Lüliang 49. Male 50. Mang 51. Melbourne 52. Moskwa-Szeremietiewo 53. Nanchang 54. Nankin 55. Nanning 56. Nha Trang 57. Ningbo 58. Nyingchi 59. Ordos 60. Osaka-Kansai 61. Phuket 62. Pu’er 63. Qingdao 64. Qionghai 65. Quanzhou 66. Rizhao 67. Rzym-Fiumicino 68. Sankt Petersburg 69. Seul-Inczon 70. Szanghaj-Pudong 71. Shenyang 72. Shenzhen 73. Singapur 74. Sydney 75. Tajpej-Songshan 76. Taiyuan 77. Tengchong 78. Tiencin 79. Tokio-Narita 80. Tongren 81. Urumczi 82. Vancouver 83. Wenshan 84. Wenzhou 85. Wuhan 86. Wuhu 87. Wuyishan 88. Xiamen 89. Xishuangbanna 90. Xuzhou 91. Yancheng 92. Yangzhou 93. Yantai 94. Yichang 95. Yichun 96. Yinchuan 97. Yining 98. Yiwu 99. Yulin (Kuangsi) 100. Zhangjiajie 101. Zhanjiang 102. Zhoushan 103. Zhuhai |
| Singapore Airlines         | 1. Singapur |
| Spring Airlines            | 1. Aksu 2. Altay 3. Bangkok-Suvarnabhumi 4. Enshi 5. Jinan 6. Lanzhou 7. Ningbo 8. Phnom Penh (powrót od 7 stycznia 2025) 9. Szanghaj-Hongqiao 10. Szanghaj-Pudong 11. Shijiazhuang 12. Wulong 13. Yining |
| Thai Airways International | 1. Bangkok-Suvarnabhumi |
| Thai Lion Air              | 1. Bangkok-Don Muang |
| Thai VietJet Air           | 1. Bangkok-Suvarnabhumi |
| Tianjin Airlines           | 1. Hangzhou 2. Tiencin 3. Urumczi |
| Urumqi Air                 | 1. Kaszgar 2. Urumczi 3. Zhanjiang |
| VietJet Air                | 1. Ho Chi Minh |
| Vietnam Airlines           | 1. Hanoi |
| West Air                   | 1. Hefei 2. Jinan |
| Xiamen Air                 | 1. Changsha 2. Fuzhou 3. Hangzhou 4. Quanzhou 5. Xiamen |